# Liste des immeubles de grande hauteur de Leipzig
Cette liste des immeubles de grande hauteur de Leipzig comprend des immeubles résidentiels, commerciaux et de bureaux (c'est-à-dire sans transmission ni tours d'église) dans la ville saxonne de Leipzig qui atteignent et dépassent la hauteur de 40 mètres sans superstructures. Avec le Krochhochhaus et l'Europahaus sur l'Augustusplatz, Leipzig a été l'une des premières villes de grande hauteur en Allemagne.

## Liste
| Nr.    | Image         | Bâtiment                                                                            | Localisation | Utilisation                                                             | Date d'ouverture | Hauteur (m) | Étages | Architecte(s)                                                             |
| ------ | ------------- | ----------------------------------------------------------------------------------- | --- | ----------------------------------------------------------------------- | ---------------- | ----------- | ------ | ------------------------------------------------------------------------- |
| 1.     | plus d'images | City-Hochhaus le plus haut bâtiment d'Allemagne de 1972 à 1973                      | Augustusplatz, Arrondissement de Mitte | Bureaux, restaurant, plateforme d'observation                           | 1972             | 142,5       | 36     | Hermann Henselmann                                                        |
| 2.     | plus d'images | Westin Leipzig                                                                      | Nordvorstadt (Centre Nord) | Hotel                                                                   | 1981             | 96          | 27     | Kajima architectes, Tokyo                                                 |
| 3.     |               | Wintergartenhochhaus                                                                | à la Gare centrale de Leipzig | Appartements                                                            | 1972             | 95,5        | 31     | Collectif animé par Frieder Gebhardt                                      |
| 4.     |               | MDR-Hochhaus                                                                        | Leipzig-Südvorstadt | Mitteldeutscher Rundfunk                                                | 2000             | 65          | 13     | Groupe d'architectes Gondesen Plachnow Staack (GPS) avec Struhk & Partner |
| 5.     | plus d'images | Hochhaus Löhrs Carré                                                                | Nordvorstadt (Centre Nord) | Bureaux                                                                 | 1997             | 65          | 17     | Entreprise de planification Wörle-Siebig, Munich                          |
| 6.     |               | Center Torgauer Platz                                                               | Volkmarsdorf | Bureaux                                                                 | 1995             | 63          | 12     | HPP Architectes avec Gerd Heise                                           |
| 7.     | plus d'images | Europahaus                                                                          | Augustusplatz | Bureaux                                                                 | 1929             | 56          | 13     | Otto Paul Burghardt                                                       |
| 8.     |               | Tour du magazine de la Bibliothèque nationale allemande                             | Centre Sud-est | livre magazine                                                          | 1982             | 55          | 18     | Dieter Seidlitz, Dresde                                                   |
| 9.–35. | plus d'images | également 27 immeubles de grande hauteur de la série d'immeubles résidentiels PH 16 | Leipzig-Grünau (5 des 19 originaux conservés), Leipzig-Schönefeld (5 des 8 originaux conservés), Leipzig-Mockau (4 des 7 originaux conservés), Musikviertel (Arrondissement de Mitte) (tous les 3 conservés), Leipzig-Marienbrunn (tous deux conservés), Straße des 18. Oktober (tous les 8 conservés) | Appartements                                                            | 1974–1988        | 50,5        | 16     | Planification de projet pour le complexe de logements d'Erfurt            |
| 36.    | plus d'images | Krochhochhaus, premier immeuble de grande hauteur de Leipzig                        | Augustusplatz/Goethestraße 2 | Musée égyptien, Instituts, Université de Leipzig                        | 1928             | 43          | 12     | German Bestelmeyer                                                        |
| 37.    |               | Tour Lipsia                                                                         | Leipzig-Grünau, Miltitzer Allee 32 | Résider                                                                 | 2020             | 42          | 13     | Fuchshuber & Partenaire                                                   |
| 38.    |               | Ancienne tour à colonnes                                                            | Wissenschaftspark Leipzig (Parc scientifique de Leipzig), Permoserstraße 15 | Appartements d'invités (anciennement colonnes de séparation isotopique) | 1966             | 40          | 11     | Schneider et Mothes                                                       |
| 39.    |               | Barre de Brühlpelz                                                                  | Leipzig-Mitte, Brühl | Hotel                                                                   | 1966             | 40          | 11     | Wolfgang Schreiner, Günther Seltz                                         |

## Immeubles de grande hauteur prévus ou en construction
En raison de la forte croissance constante de la ville de Leipzig, après de nombreuses années de stagnation et de démolition, l'accent est à nouveau mis sur la construction d'immeubles de grande hauteur. Le nouveau développement de Wilhelm-Leuschner-Platz est d' avoir un immeuble de grande hauteur sur son coin nord-est de Roßplatz, qui est actuellement prévu à 55,5 m de haut. Le site de l'ancien Eutritzscher Freiladebahnhof au nord de la gare principale de Leipzig doit être réaménagé sur une superficie de 25 hectares. Entre autres, 3 700 appartements ainsi que des espaces commerciaux et de bureaux doivent être construits. En plus de deux points hauts de 10 étages sur les bords, il y aura un parc urbain au milieu, qui sera encadré par trois immeubles de 16 étages.
En 2022, un complexe résidentiel, le Mockauer Tor, est annoncé pour être construit dans la zone du Berliner Brücke (pont de Berlin). Même un gratte-ciel mince jusqu'à 60 mètres de haut serait possible - mais il n'y a pas encore d'investisseur pour cela.
Pour une durée limitée, le Land de Saxe finance des projets de construction en bois de grande hauteur sous le mot-clé « construction expérimentale ». Dans ce contexte, le premier immeuble de grande hauteur en bois de Saxe sera construit à Leipzig-Paunsdorf sur la Heiterblickallee. Le propriétaire est la coopérative d'habitation « Kontakt ».
Le développement de grande hauteur sur le Goerdelerring, en revanche, prendra un certain temps à venir. La ville de Leipzig s'est fixé pour objectif de déterminer le tracé de l'ouverture du Pleißemühlgraben dans la zone de la caserne des pompiers (anciennement la caserne principale). Ce n'est qu'alors qu'il sera clair si le gratte-ciel sera construit à côté ou au-dessus du bief non couvert, ce qui aura un impact significatif sur la planification et l'architecture du bâtiment.